# Sobór Obrazu Chrystusa Nie Ludzką Ręką Uczynionego w Bieżecku
Sobór Obrazu Chrystusa Nie Ludzką Ręką Uczynionego – prawosławny sobór w Bieżecku, katedra eparchii bieżeckiej Rosyjskiego Kościoła Prawosławnego.
Cerkiew w swojej obecnej (2015) postaci została wzniesiona w 1895 w obrębie miejscowego cmentarza prawosławnego na miejscu starszej świątyni, zbudowanej sto lat wcześniej. W obiekcie funkcjonuje pięć ołtarzy:
- Wszystkich Świętych
- św. Jana Chrzciciela, św. Jana Nowogrodzkiego i św. Pantelejmona (obydwa poświęcone w 1883)
- Obrazu Chrystusa Nie Ludzką Ręką Uczynionego (poświęcony w 1898)
- Czernihowskiej Ikony Matki Bożej i św. Sergiusza z Radoneża (z 1901)
- św. Włodzimierza, św. Olgi, św. Teodozjusza Czernihowskiego i św. Serafina z Sarowa (z 1903)[2].

W okresie radzieckim cerkiew nie została zamknięta, doszło jednak do uszkodzenia wszystkich ołtarzy, z których wyjęto wmurowane w nie relikwie.